# Robert von Frankenberg und Ludwigsdorf

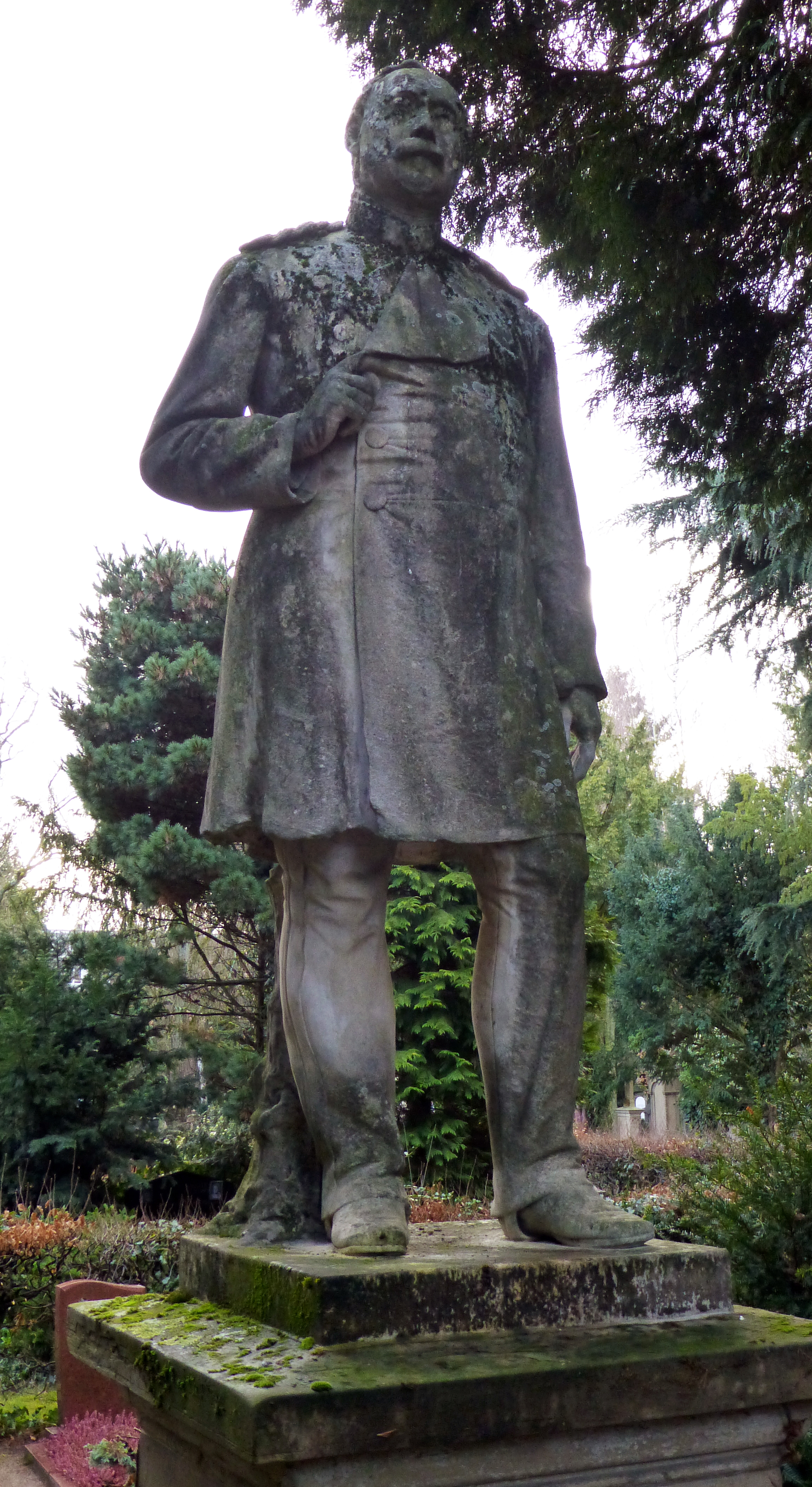
Statue des Robert von Frankenberg und Ludwigsdorf, entworfen vom Bildhauer Heinrich Hoffmeister 1875

Robert Januarius von Frankenberg und Ludwigsdorf (* 28. März 1807 in Danzig; † 16. Mai 1873 in Köln) war ein preußischer General der Infanterie.

## Leben

### Herkunft
Robert entstammte dem schlesischen Uradelsgeschlecht von Frankenberg und Ludwigsdorf. Er war der Sohn des preußischen Stabsrittmeisters Johann Sigismund von Frankenberg und Ludwigsdorf (1766–1814) und dessen Ehefrau Friederike, geborene Bender (1777–1826).

### Militärkarriere
Frankenberg besuchte zunächst ab 1817 die Kadettenanstalt in Potsdam, dann ab 1821 in Berlin. Am 8. April 1824 wurde er als Portepeefähnrich dem Kaiser Franz Garde-Grenadier-Regiment Nr. 2 der Preußischen Armee überwiesen und dort am 15. November 1825 zum Sekondeleutnant befördert. Als Premierleutnant war Frankenberg von 1844 bis April 1847 Lehrer an der Vereinigten Garde-Divisionsschule und trat anschließend als Hauptmann und Kompaniechef in sein Stammregiment zurück. Mit dem Regiment beteiligte er sich an der Niederschlagung der Märzunruhen in Berlin und im Anschluss am Feldzug gegen Dänemark. Am 11. Mai 1852 wurde Frankenberg Major und als solcher am 8. November 1855 Kommandeur des Füsilierbataillons. Kurz darauf wurde er dann am 11. Dezember 1855 zweiter Kommandeur des II. Bataillons des 1. Garde-Landwehrregiments in Stettin und in dieser Funktion am 9. April 1857 zum Oberstleutnant befördert. Mit seiner Beförderung zum Oberst am 31. Mai 1859 wurde Frankenberg Kommandeur des 7. Infanterieregiments. Er wurde dann am 17. Dezember 1863 unter Stellung à la suite des Regiments zum Kommandanten von Erfurt ernannt.

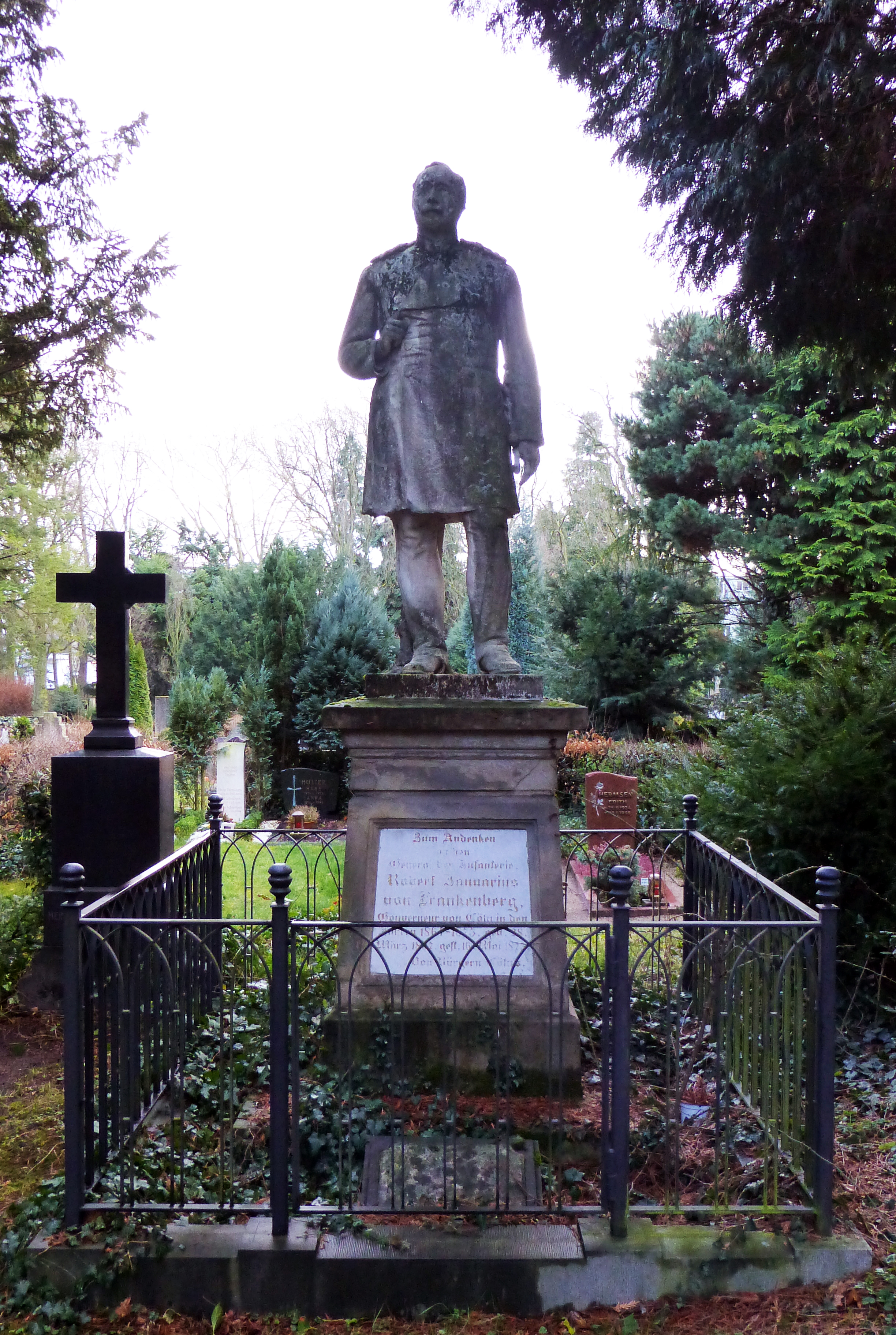
Grabstätte auf dem Kölner Melaten-Friedhof

Am 25. Juni 1864 folgte seine Beförderung zum Generalmajor und als solcher wurde er kurz darauf am 25. Juni 1864 zum Kommandanten von Köln ernannt. In dieser Stellung folgte am 20. September 1866 seine Beförderung zum Generalleutnant. Weitere vier Jahre später erhielt er am 16. Juli 1870 die Ernennung zum Gouverneur der Festung Köln. Für seine langjährigen Verdienste wurde Frankenberg am 13. Oktober 1871 mit dem Roten Adlerorden I. Klasse mit Eichenlaub ausgezeichnet. Am 22. März 1873 verlieh ihm der Kaiser zudem den Charakter als General der Infanterie. 
Seine Grabstätte befindet sich auf dem Kölner Melaten-Friedhof (Lit. C zw. R und U, Nr. 273–275). Das Grabmal wurde 1875 vom Bildhauer Heinrich Hoffmeister entworfen.

### Familie
Frankenberg verheiratete sich am 13. April 1841 in Blankensee mit Friederike von Wedel (1823–1882). Aus der Ehe gingen sieben Kinder hervor. Die Tochter Marie heiratete den späteren Major Franz von Notz. Einer ihrer Söhne (das vierte Kind und der dritte Sohn) war der spätere Oberst Ferdinand von Notz.